# Бордин, Роберто
Роберто Бордин (итал. Roberto Bordin; род. 10 января 1965, Эз-Завия) — итальянский футболист и футбольный тренер.

## Карьера
Родился в итальянской семье (отец был механиком) в Ливии. Начинал карьеру в итальянской команде «Санремезе». Затем выступал за команды Серии А, в числе которых были «Чезена» и «Аталанта». Свои лучшие футбольные годы Бордин провёл в «Наполи». Тогда клуб тренировал Марчелло Липпи. Вместе с неаполитанцами Бордин доходил до финала Кубка Италии. Карьеру продолжал до 40 лет, завершил в «Специи».
Сыграл один товарищеский матч за «Милан» — 12 ноября 1992 года против испанского клуба «Депортиво Ла-Корунья».
В 2005 году вошёл в тренерский штаб Андреа Мандорлини в «Болонье». Вместе с этим специалистом он проработал десять лет. Входил в тренерские штабы шести клубов, с которыми работал Мандорлини. Вместе они привели к званию чемпиона Румынии клуб ЧФР (Клуж) и вывели «Верону» в Серию А.
В 2016 году Роберто Бордин начал свою самостоятельную тренерскую карьеру в «Триестине». Вскоре он возглавил молдавский «Шериф». Уже в свой дебютный сезон Бордин вернул команде звание чемпиона страны, а также выиграл вместе с ней Кубок и Суперкубок Молдавии. В следующем сезоне Бордин вывел «Шериф» в групповой раунд Лиги Европы. 24 апреля 2018 года по семейным обстоятельствам подал в отставку.
12 февраля 2021 года возглавил национальную сборную Молдавии. Под его руководством команда заняла последнее место в своей группе в отборочном турнире на чемпионат мира 2022 года, после чего 30 ноября 2021 года Бордин объявил о своей отставке.
В январе 2023 года вернулся в молдавский «Шериф», а 6 октября после крупного поражения от чешской «Славии» был уволен с поста главного тренера.

## Достижения

### Футболиста
- Финалист Кубка Италии: 1996/97

### Тренера
- Чемпион Румынии: 2009/10 (в качестве ассистента)
- Чемпион Молдавии (2) : 2016/17, 2017
- Обладатель Кубка Молдавии: 2016/17
- Обладатель Суперкубка Молдавии: 2017

### Личные
- Награда «Золотая скамья» (Италия) (1): 2017[10]